# Lontano dal passato
Lontano dal passato (Raggedy Man) è un film del 1981, diretto dal regista Jack Fisk.